# تپه زرگران
تپه زرگران مربوط به عصر مس - دوره سلوکیان - دوره اشکانیان - سدهٔ ۷ ه.ق است و در شهرستان دورود، بخش سیلاخور، دهستان چالانچولان، ضلع جنوب شرق روستای زرگران علیا واقع شده و این اثر در تاریخ ۱۳ آبان ۱۳۸۶ با شمارهٔ ثبت ۱۹۸۱۸ به‌عنوان یکی از آثار ملی ایران به ثبت رسیده است.